# Klouzavost
Klouzavost letadla je poměr mezi vzdáleností, do které letadlo doklouže z dané výšky, a touto výškou. Klouzavost 20 znamená, že letadlo dokáže doletět z výšky 1000 metrů na vzdálenost 20 kilometrů.
Klouzavost je daná tzv. aerodynamickou jemností letadla, což je poměr mezi jeho součinitelem vztlaku cy a součinitelem odporu cx. Tito součinitelé závisejí na jeho tvaru. Klouzavost nezávisí na hmotnosti letadla. Při vyšší hmotnosti bude klouzavost ve stejném režimu stejná, ale zvýší se rychlost letu a opadání (což je důvod, proč se ve výkonných kluzácích používá za vhodných termických podmínek vodní přítěž).
Klouzavost je zásadním parametrem kluzáků, ale měl by ji přibližně znát i pilot motorového letounu pro případ nouzového přistání po vysazení motoru.